# Левоберёзовский
Левоберёзовский — посёлок в Ставропольском крае России. Входит в городской округ город-курорт Кисловодск.

## Варианты названия
- Поселок пчелопитомника[4]

## География
Расстояние до краевого центра: 142 км.

## История
На 1 марта 1966 года посёлок Пчелопитомник входил в состав территории Зеленогорского сельсовета Предгорного района (с центром в посёлке Зеленогорский):24.
В 1972 году Указом Президиума ВС РСФСР посёлок пчелопитомника переименован в Левоберёзовский.
До 16 марта 2020 года Левоберёзовский входил в состав муниципального образования «Сельское поселение Нежинский сельсовет».
В июне 2020 года в состав города-курорта Кисловодска были переданы населённые пункты Предгорного района (муниципального округа) посёлки Высокогорный, Левоберёзовский и Правоберёзовский.

## Население
| 1989 | 2002 | 2010 | 2014 | 2020 |
| ---- | ---- | ---- | ---- | ---- |
| 338  | ↗391 | ↘226 | ↗400 | ↘210 |

По данным переписи 2002 года, 62 % населения — русские.

## Образование
- Детский сад № 30 общеразвивающего вида с приоритетным осуществлением физического направления развития воспитанников[13]

## Археология
- Поселение  «Левоберёзовское - I», нач. I тыс. н.э.  261741144940006
- Поселение  «Левоберёзовское - 2», нач. I тыс. н.э.  261741031690006